# یواس‌اس بلانت (ای‌کی-۱۶۳)
یواس‌اس بلانت (ای‌کی-۱۶۳) (به انگلیسی: USS Blount (AK-163)) یک کشتی بود که طول آن ۳۸۸ فوت ۸ اینچ (۱۱۸٫۴۷ متر) بود. این کشتی در سال ۱۹۴۴ ساخته شد.